# Tunelul Mosoare
Tunelul Mosoare (cunoscut și ca tunelul Poieni, Cireșoaia sau Salina) este un tunel feroviar aflat pe magistrala de calea ferată Sfântu Gheorghe–Siculeni–Adjud (M501), în teritoriul localității Poieni din Târgu Ocna.

## Premise geologice
Tunelul a fost amplasat în partea de sud a dealului Muncel. În timpul săpăturilor a fost găsit un filon de ozocherită asociat cu bucăți mici de chihlimbar din varietatea succinului, aparținând depozitelor de vârstă oligocenă. Succinul a mai fost găsit în zonă doar în minele de sare din Târgu Ocna, în preajma anului 1884.

## Istoric
Tunelul, cunoscut și sub numele de Cireșoaia și Salina, a fost construit între 1897 și 1898, având o lungime de 165 metri, ca parte a liniei de cale ferată Târgu Ocna–Palanca.
Pe Valea Trotușului s-au mai construit alte două tuneluri feroviare: Ciumani (1895–1897) în lungime de 1223 metri și Goioasa (1897–1898) în lumgime de 241 metri.
Tunelul a fost reparat în anul 1970.

## Descriere
La kilometrul 4 + 717,47 linia de cale ferată intră în tunelul cu o lungime de 165 metri și 400 metri rază. Obiectivul a fost săpat în stâncă. În anumite puncte au fost dificultăți de execuție, întrucât stânca era sfărâmată și aveau loc împingeri foarte mari. În respectivele porțiuni dimensiunile proptelelor au fost de până la 45 centimetri diametru.
La porțiunea din mijlocul tunelului, la circa 25 metri în adâncime, s-au întâlnit izvoare puternice de apă, iar astfel s-a întrebuințat metoda belgiană de construcție. Apa izvoarelor a fost colectată printr-o galerie secundară, cu pantă mare, făcută alături de boltă și picioarele drepte, fiind scursă în afara tunelului printr-un șanț acoperit dispus sub nivelul căii ferate. Grosimea îmbrăcăminții cu zidărie a tunelului este de 40–50 centimetri.
Între capătul Ocna al tunelului și viaductul de la kilometrul 4 + 500 a fost construită o tranșee.

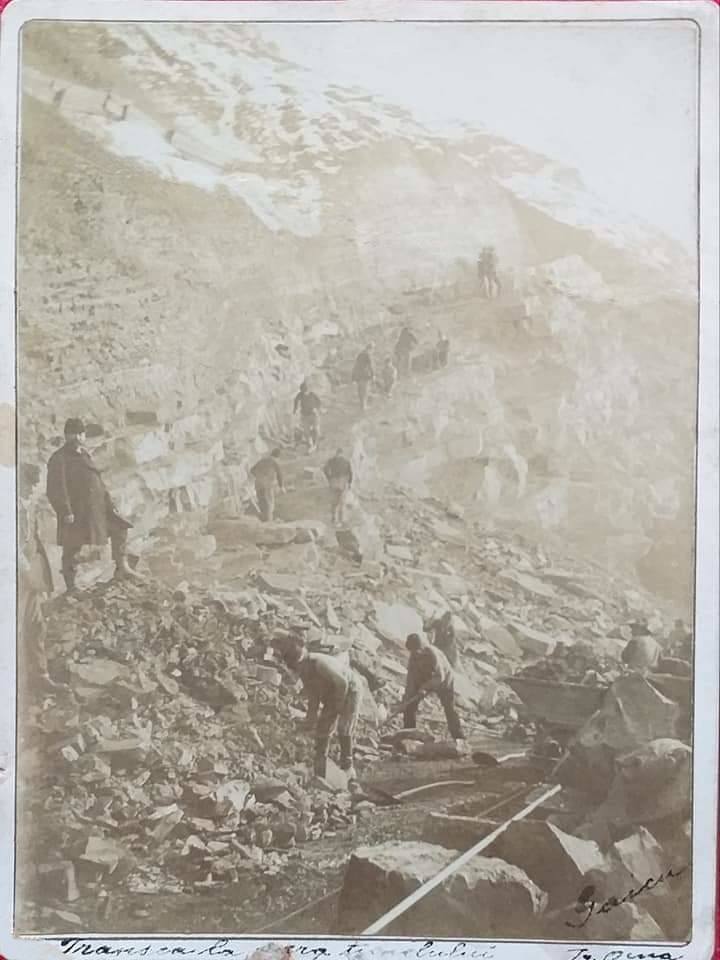
Prima etapă a construcției tunelului, desfacerea șisturilor menilitice din sinclinalul de Poieni (dealul Muncelu) în ianuarie 1896
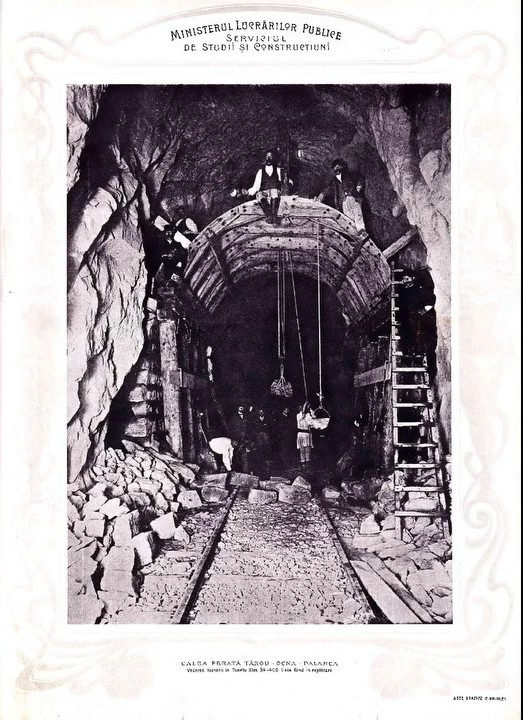
Construcția tunelului, între 1897 și 1898
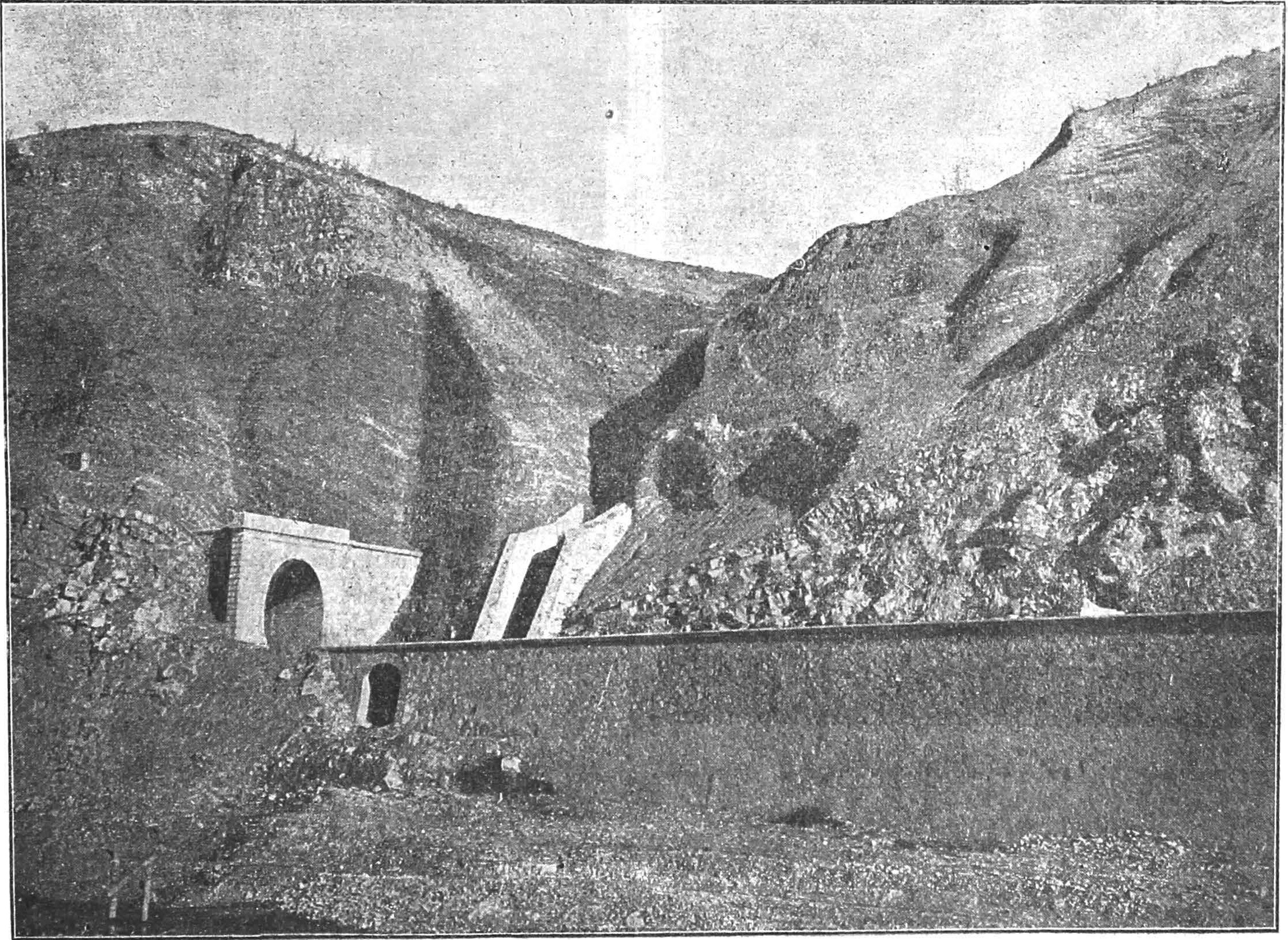
Capătul Ocna al tunelului și tranșeea de colectare a apelor de pe versantul sinclinalului
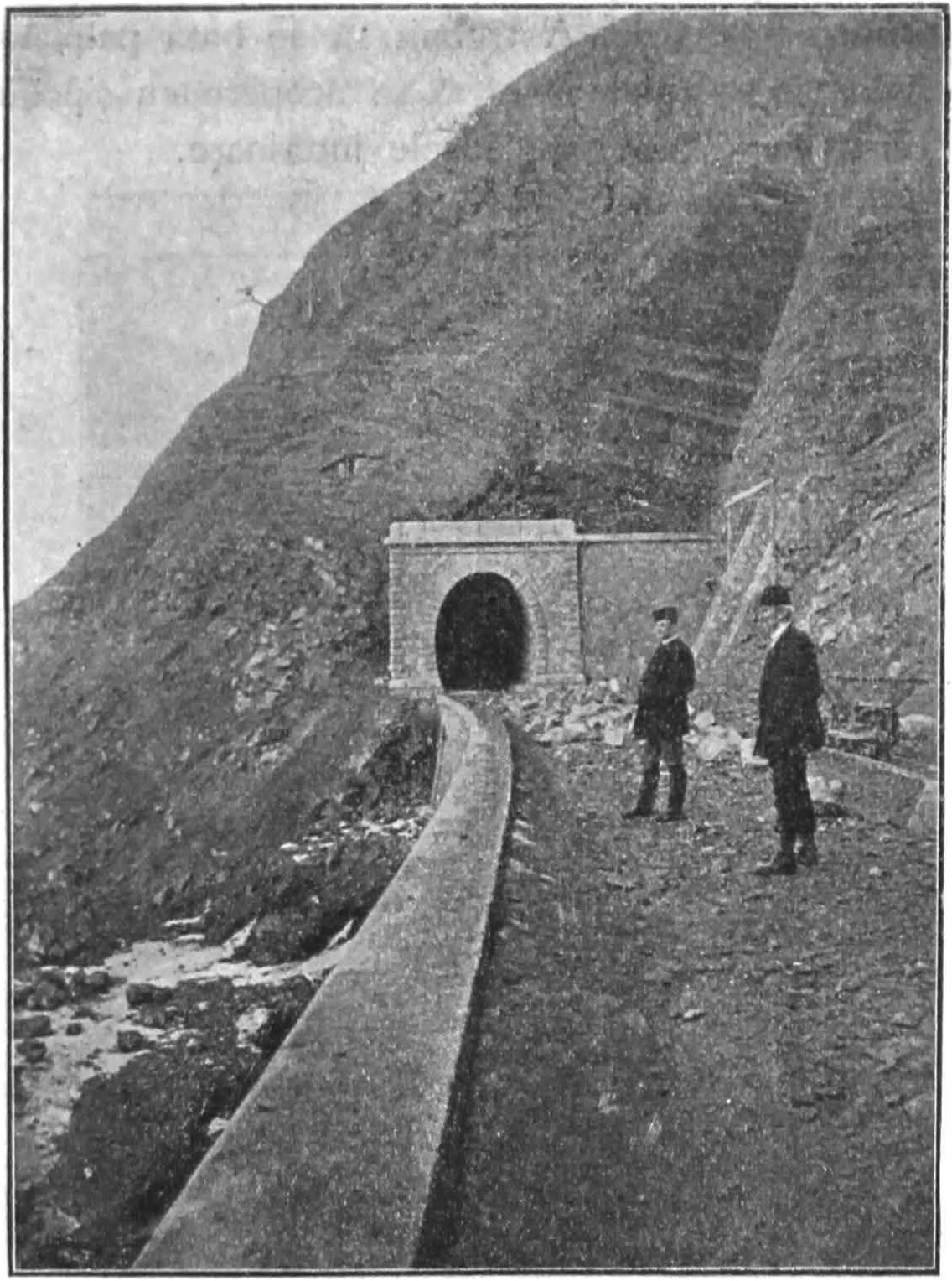
Același capăt al tunelului în timpul construcției și scurgerea tranșeei
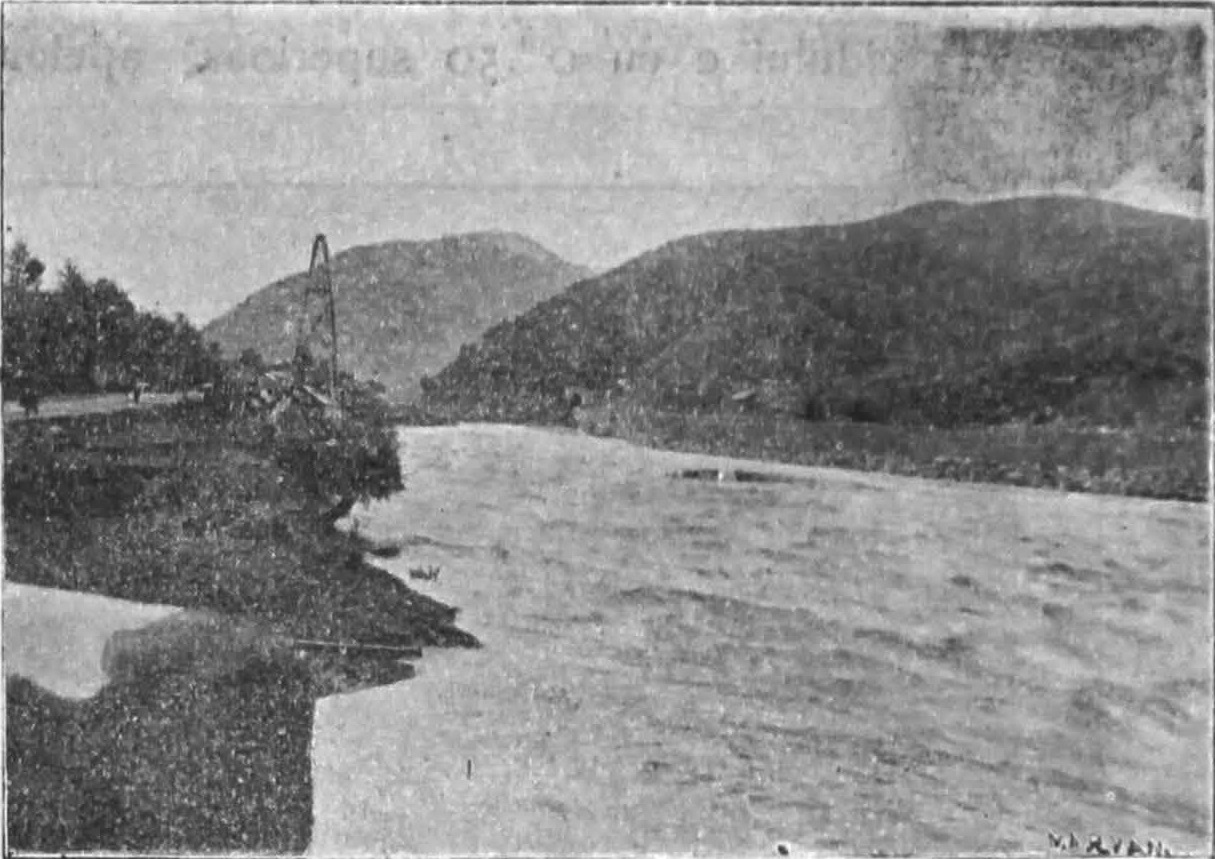
Același capăt al tunelului, calea ferată și anrocamentul în anul 1897, în timpul inundațiilor de pe râul Trotuș. În partea stângă, drumul Târgu Ocna–Moinești
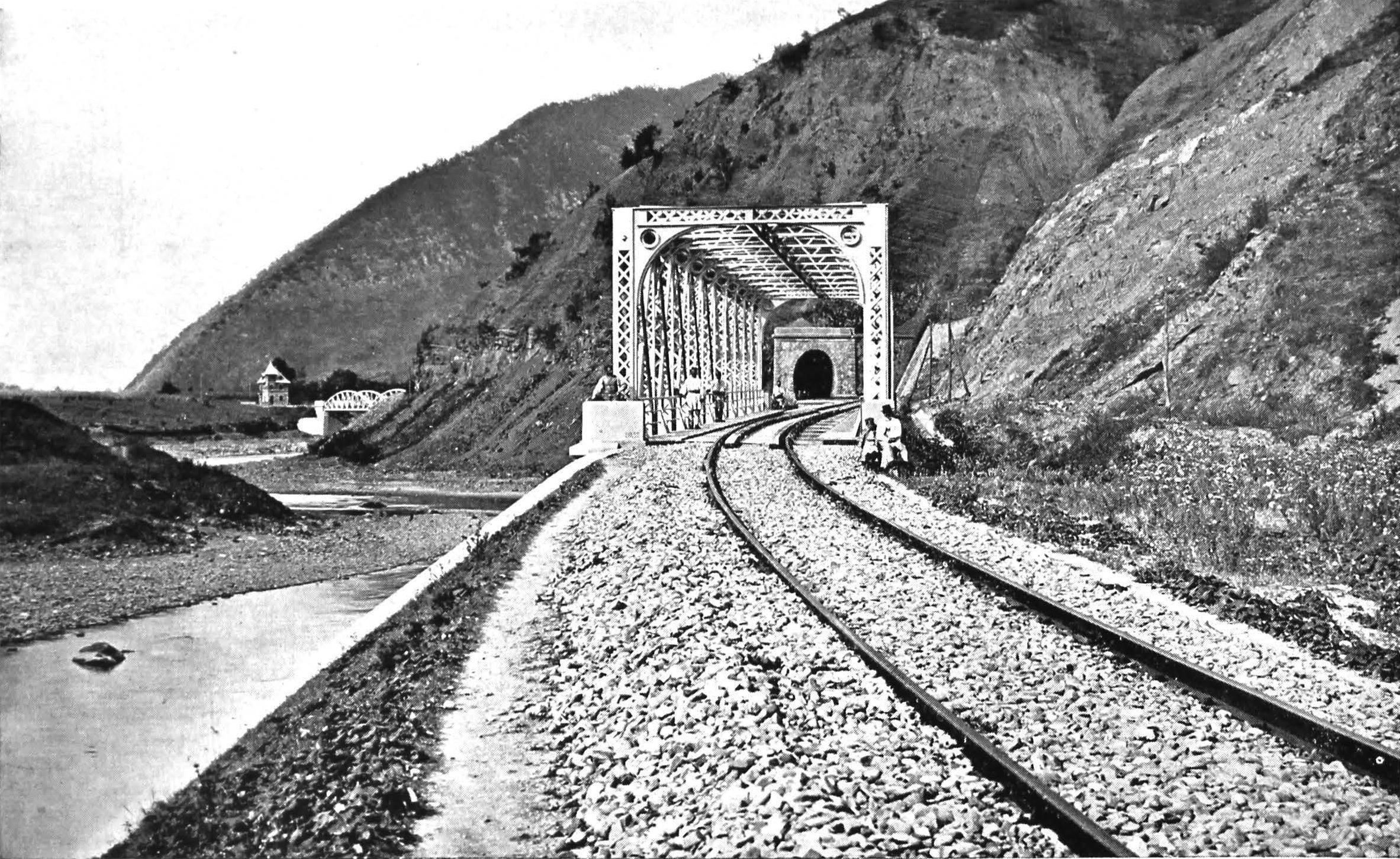
Viaductul de la intrarea dinspre capul Ocna în tunel, dealul Muncelu traversat, podul peste râul Trotuș de la ieșirea din tunel și o clădire CFR.
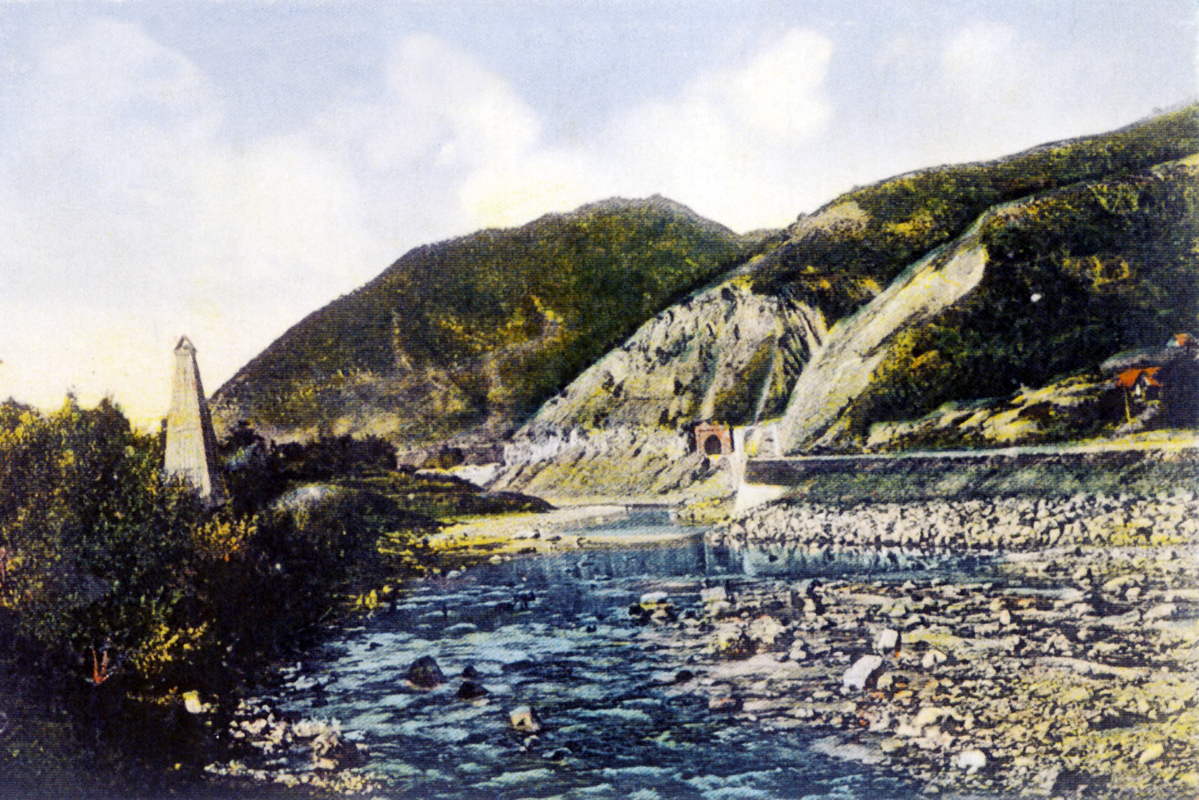
Tunelul în anul 1905 și turla primei sonde cu foraj mecanic din România